# Ruth Desqueyroux-Faúndez
Ruth Desqueyroux-Faúndez, née au Chili le 30 juin 1932 et décédée en Suisse le 22 juin 2019, est une spongiologue. Elle est chargée de recherche au Muséum d'histoire naturelle de Genève à partir de 1979, puis conservatrice honoraire à sa retraite en 1997.

## Biographie
Ruth Desqueyroux-Faúndez termine ses études à l'Université de Concepción à la fin des années 1960, dans le musée de zoologie (Museo de Zoología) duquel elle organise la première collection d'éponges chiliennes. Elle quitte de force sont pays natal en 1974 à la suite du coup d’état d’Augusto Pinochet pour travailler auprès de Claude Lévi à Paris. Elle est alors chargée d'étudier les éponges de Nouvelle-Calédonie, tâche qu'elle continue après être engagée comme la première femme « chargée de recherche » au Muséum d'histoire naturelle de Genève en 1979. Elle publie notamment aux côtés de Rob van Soest à la fin des années 1990, et prend sa retraite en 1997. Elle continue ensuite d'organiser et de participer à des missions pour collecter et décrire les éponges chiliennes, ayant décrit plus de 80 espèces nouvelles au cours de sa carrière. Elle meurt le 22 juin 2019 à l'âge de 86 ans. Elle a écrit et co-écrit plus de 80 articles scientifiques.

## Taxons décrits

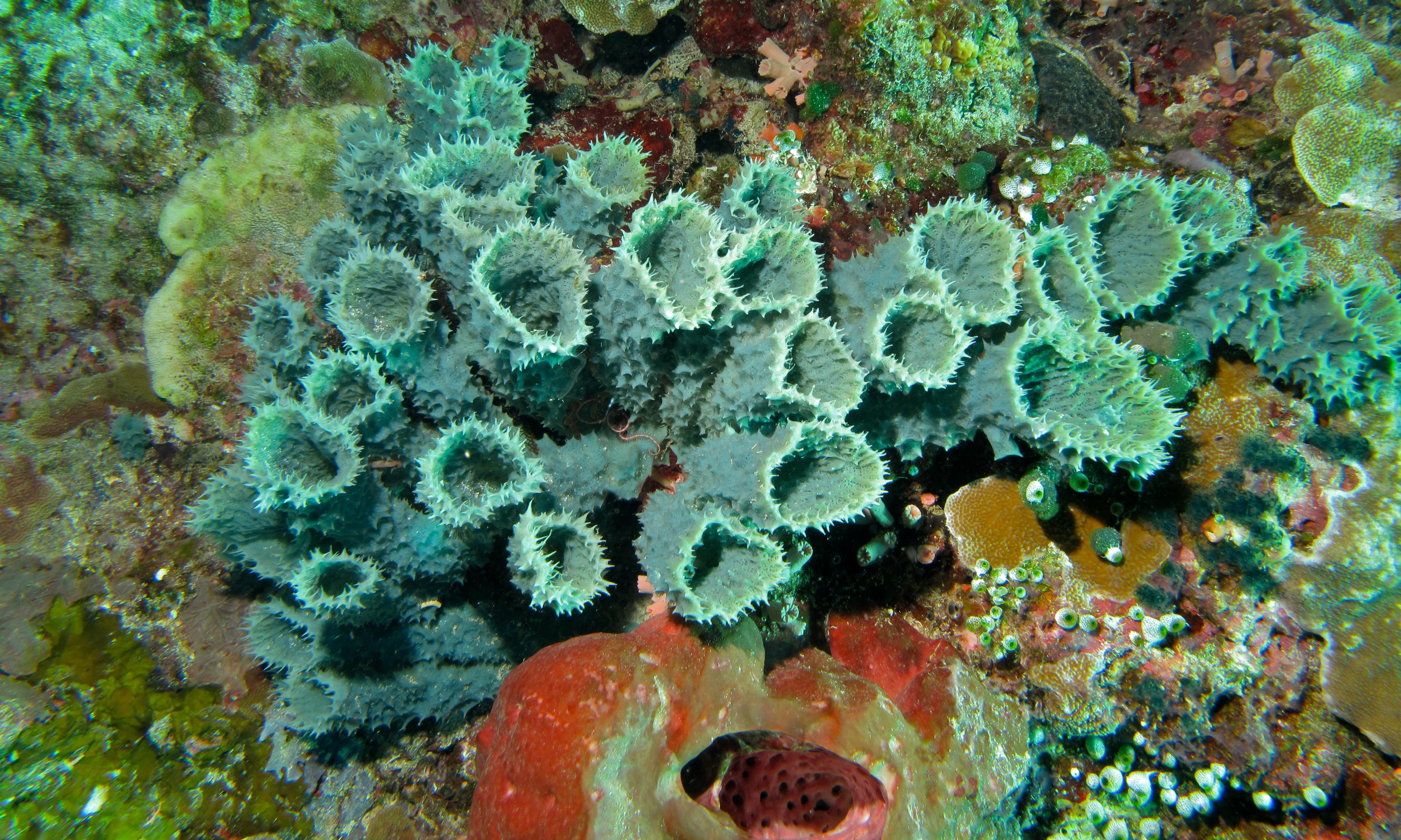
Callyspongia aerizusa Desqueyroux-Faúndez, 1984.

Ruth Desqueyroux-Faúndez a décrit ou co-décrit les 83 espèces d'éponges suivantes :
- Amphimedon paradisus Desqueyroux-Faúndez, 1989[1]
- Aplysina ecuatorensis Desqueyroux-Faúndez & van Soest, 1997, nomen nudum correspondant au nom valide Aplysina chiriquiensis Díaz, van Soest, Rützler & Guzman, 2005[2]
- Arenosclera rosacea Desqueyroux-Faúndez, 1984[3]
- Aulospongus galapagensis Desqueyroux-Faúndez & van Soest, 1997, désormais Raspailia galapagensis (Desqueyroux-Faúndez & van Soest, 1997)[2]
- Cacospongia incognita Desqueyroux-Faúndez & van Soest, 1997, désormais Scalarispongia incognita (Desqueyroux-Faúndez & van Soest, 1997)[2]
- Callyspongia aerizusa Desqueyroux-Faúndez, 1984[3]
- Callyspongia flammea Desqueyroux-Faúndez, 1984[3]
- Callyspongia fructicosa Desqueyroux-Faúndez, 1984[3]
- Callyspongia hispidoconulosa Desqueyroux-Faúndez, 1984[3]
- Callyspongia parva Desqueyroux-Faúndez, 1984[3]
- Callyspongia polymorpha Desqueyroux-Faúndez, 1984[3]
- Callyspongia pseudoreticulata Desqueyroux-Faúndez, 1984[3]
- Callyspongia rigida Desqueyroux-Faúndez, 1984[3]
- Callyspongia spinimarginata Desqueyroux-Faúndez, 1984[3]
- Chondrilla verrucosa Desqueyroux-Faúndez & van Soest, 1997[2]
- Cinachyrella globulosa Desqueyroux-Faúndez & van Soest, 1997, remplacé par Cinachyrella desqueyrouxae van Soest & Hooper, 2020[2],[4]
- Clathria microxa Desqueyroux-Faúndez, 1972[5]
- Clathria mytilifila Hajdu, Desqueyroux-Faúndez, Carvalho, Lôbo-Hajdu & Willenz, 2013[6]
- Clathria rosetafiordica Hajdu, Desqueyroux-Faúndez & Willenz, 2006[7]
- Corallistes isabela Desqueyroux-Faúndez & van Soest, 1997[2]
- Cymbastela hooperi van Soest, Desqueyroux-Faúndez, Wright & König, 1996
- Dercitus reptans Desqueyroux-Faúndez & van Soest, 1997[2]
- Gelliodes fragilis Desqueyroux-Faúndez, 1984[3]
- Haliclona agglutinata Desqueyroux-Faúndez, 1990[8]
- Haliclona caduca Hajdu, Desqueyroux-Faúndez, Carvalho, Lôbo-Hajdu & Willenz, 2013[6]
- Haliclona nitens Desqueyroux-Faúndez, 1990[8]
- Haliclona translucida Desqueyroux-Faúndez, 1990[8]
- Halicnemia diazae Desqueyroux-Faúndez & van Soest, 1997[2]
- Hymeniacidon longistylus Desqueyroux-Faúndez, 1972[5]
- Inflatella perlucida Desqueyroux-Faúndez, 1987
- Iophon chilense Desqueyroux-Faúndez & van Soest, 1996
- Iophon timidum Desqueyroux-Faúndez & van Soest, 1996
- Iophon tubiforme Desqueyroux-Faúndez & van Soest, 1996
- Latrunculia ciruela Hajdu, Desqueyroux-Faúndez, Carvalho, Lôbo-Hajdu & Willenz, 2013[6]
- Latrunculia copihuensis Hajdu, Desqueyroux-Faúndez, Carvalho, Lôbo-Hajdu & Willenz, 2013[6]
- Latrunculia verenae Hajdu, Desqueyroux-Faúndez, Carvalho, Lôbo-Hajdu & Willenz, 2013[6]
- Latrunculia yepayek Hajdu, Desqueyroux-Faúndez, Carvalho, Lôbo-Hajdu & Willenz, 2013[6]
- Lissodendoryx albemarlensis Desqueyroux-Faúndez & van Soest, 1997[2]
- Mycale arenaria Hajdu & Desqueyroux-Faúndez, 1994[9]
- Mycale beatrizae Hajdu & Desqueyroux-Faúndez, 1994[9]
- Mycale darwini Hajdu & Desqueyroux-Faúndez, 1994[9]
- Mycale paschalis Desqueyroux-Faúndez, 1990[8]
- Mycale thielei Hajdu & Desqueyroux-Faúndez, 1994[9]
- Myxilla araucana Hajdu, Desqueyroux-Faúndez, Carvalho, Lôbo-Hajdu & Willenz, 2013[6]
- Myxilla asymmetrica Desqueyroux-Faúndez & van Soest, 1996
- Myxilla dracula Desqueyroux-Faúndez & van Soest, 1996
- Neopodospongia tupecomareni Hajdu, Desqueyroux-Faúndez, Carvalho, Lôbo-Hajdu & Willenz, 2013[6]
- Niphates hispida Desqueyroux-Faúndez, 1984[3]
- Oceanapia guaiteca Hajdu, Desqueyroux-Faúndez, Carvalho, Lôbo-Hajdu & Willenz, 2013[6]
- Oceanapia microtoxa Desqueyroux-Faúndez & van Soest, 1997[2]
- Oceanapia papula Desqueyroux-Faúndez, 1987
- Oceanapia spinisphaera Hajdu, Desqueyroux-Faúndez, Carvalho, Lôbo-Hajdu & Willenz, 2013[6]
- Oceanapia tenuis Desqueyroux-Faúndez, 1987
- Pellina triangulata Desqueyroux-Faúndez, 1987
- Penares apicospinatus Desqueyroux-Faúndez & van Soest, 1997[2]
- Penares scabiosus Desqueyroux-Faúndez & van Soest, 1997[2]
- Petrosia capsa Desqueyroux-Faúndez, 1987
- Petrosia granifera Desqueyroux-Faúndez, 1987
- Phakellia hooperi Desqueyroux-Faúndez & van Soest, 1997[2]
- Phakellia sur Carvalho, Desqueyroux-Faúndez & Hajdu, 2007
- Plakina fragilis Desqueyroux-Faúndez & van Soest, 1997[2]
- Plakina microlobata Desqueyroux-Faúndez & van Soest, 1997[2]
- Plakina pacifica Desqueyroux-Faúndez & van Soest, 1997[2]
- Plakortis galapagensis Desqueyroux-Faúndez & van Soest, 1997[2]
- Plocamia inconspicua Desqueyroux-Faúndez, 1972, désormais Antho inconspicua (Desqueyroux-Faúndez, 1972)[10]
- Poecillastra antonbruunae Carvalho, Desqueyroux-Faúndez & Hajdu, 2011
- Poecillastra maremontana Carvalho, Desqueyroux-Faúndez & Hajdu, 2011
- Poecillastra sinetridens Carvalho, Desqueyroux-Faúndez & Hajdu, 2011
- Polymastia villosa Desqueyroux-Faúndez & van Soest, 1997[2]
- Pseudosuberites vakai Desqueyroux-Faúndez, 1990[8]
- Quasillina translucida Desqueyroux-Faúndez & van Soest, 1997[2]
- Reniera rapanui Desqueyroux-Faúndez, 1990, désormais Haliclona rapanui (Desqueyroux-Faúndez, 1990)[8]
- Sigmosceptrella hospitalis Desqueyroux-Faúndez & van Soest, 1997[2]
- Spongosorites smithae Desqueyroux-Faúndez & van Soest, 1997[2]
- Stelletta eduardoi Desqueyroux-Faúndez & van Soest, 1997[2]
- Suberites cranium Hajdu, Desqueyroux-Faúndez, Carvalho, Lôbo-Hajdu & Willenz, 2013[6]
- Tedania galapagensis Desqueyroux-Faúndez & van Soest, 1996
- Tedania tepitootehenuaensis Desqueyroux-Faúndez, 1990[8]
- Tethya melinka Hajdu, Desqueyroux-Faúndez, Carvalho, Lôbo-Hajdu & Willenz, 2013[6]
- Tethya sarai Desqueyroux-Faúndez & van Soest, 1997[2]
- Toxochalina fenestrata Desqueyroux-Faúndez, 1984, désormais Callyspongia fenestrata (Desqueyroux-Faúndez, 1984)[3]
- Toxochalina pseudofibrosa Desqueyroux-Faúndez, 1984, désormais Callyspongia pseudofibrosa (Desqueyroux-Faúndez, 1984)[3]
- Toxochalina staminea Desqueyroux-Faúndez, 1984, désormais Callyspongia staminea (Desqueyroux-Faúndez, 1984)[3]

## Hommages
Ruth Desqueyroux-Faúndez est la dédicataire de plusieurs taxons, dont :
- Cinachyrella desqueyrouxae van Soest & Hooper, 2020
- Ectyonancora ruthae Mothes & Lerner, 1995, désormais Ectyonopsis ruthae (Mothes & Lerner, 1995)
- Halisarca desqueyrouxae Willenz, Ereskovsky & Lavrov, 2016
- Niphates ruthecitae Bispo, Willenz & Hajdu, 2022